# Copris caelatus
Copris caelatus är en skalbaggsart som beskrevs av Fabricius 1794. Copris caelatus ingår i släktet Copris och familjen bladhorningar. Inga underarter finns listade i Catalogue of Life.